# Biserica fortificată din Noiștat

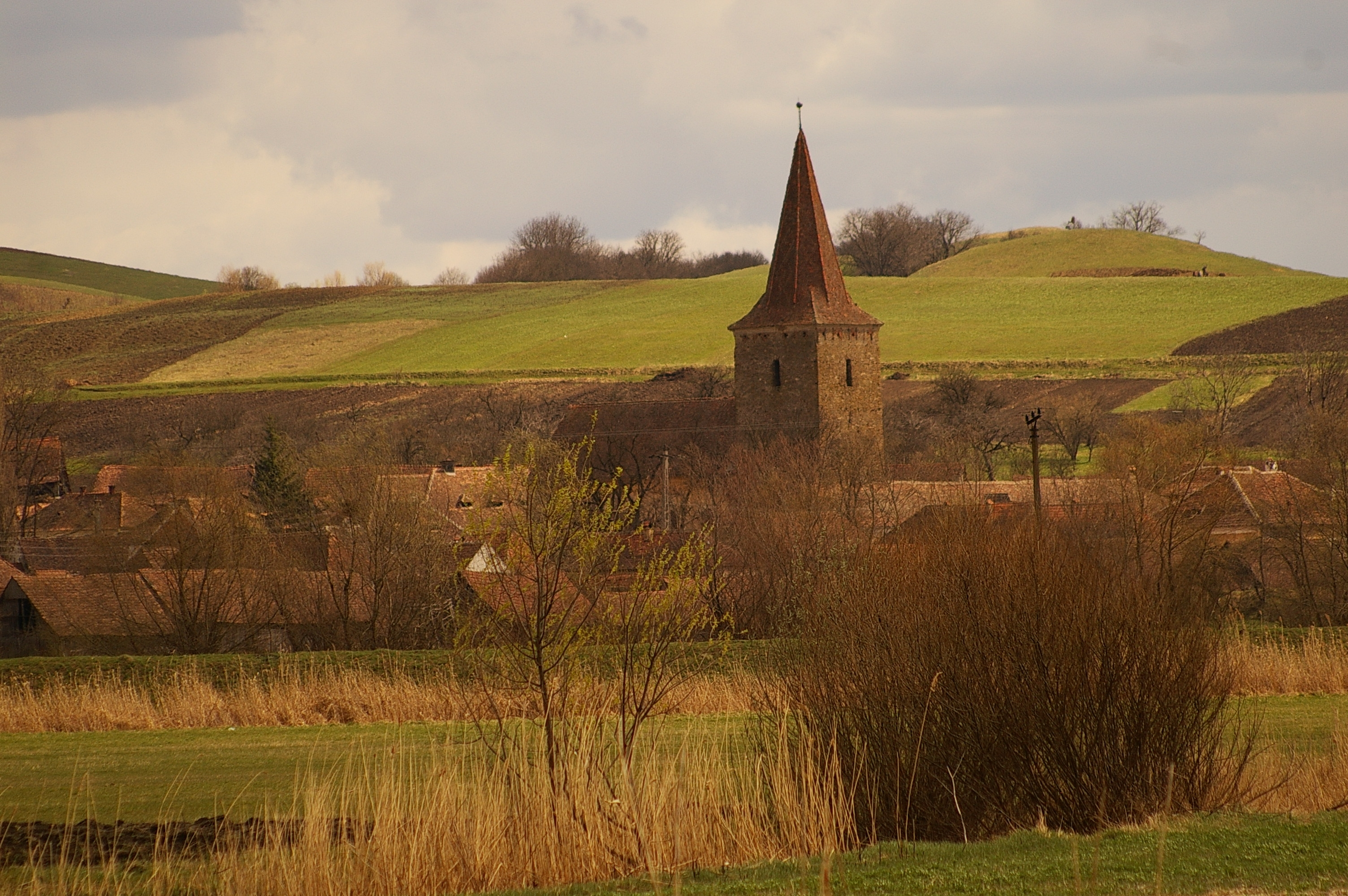
Biserica fortificată din Noiștat (2013)

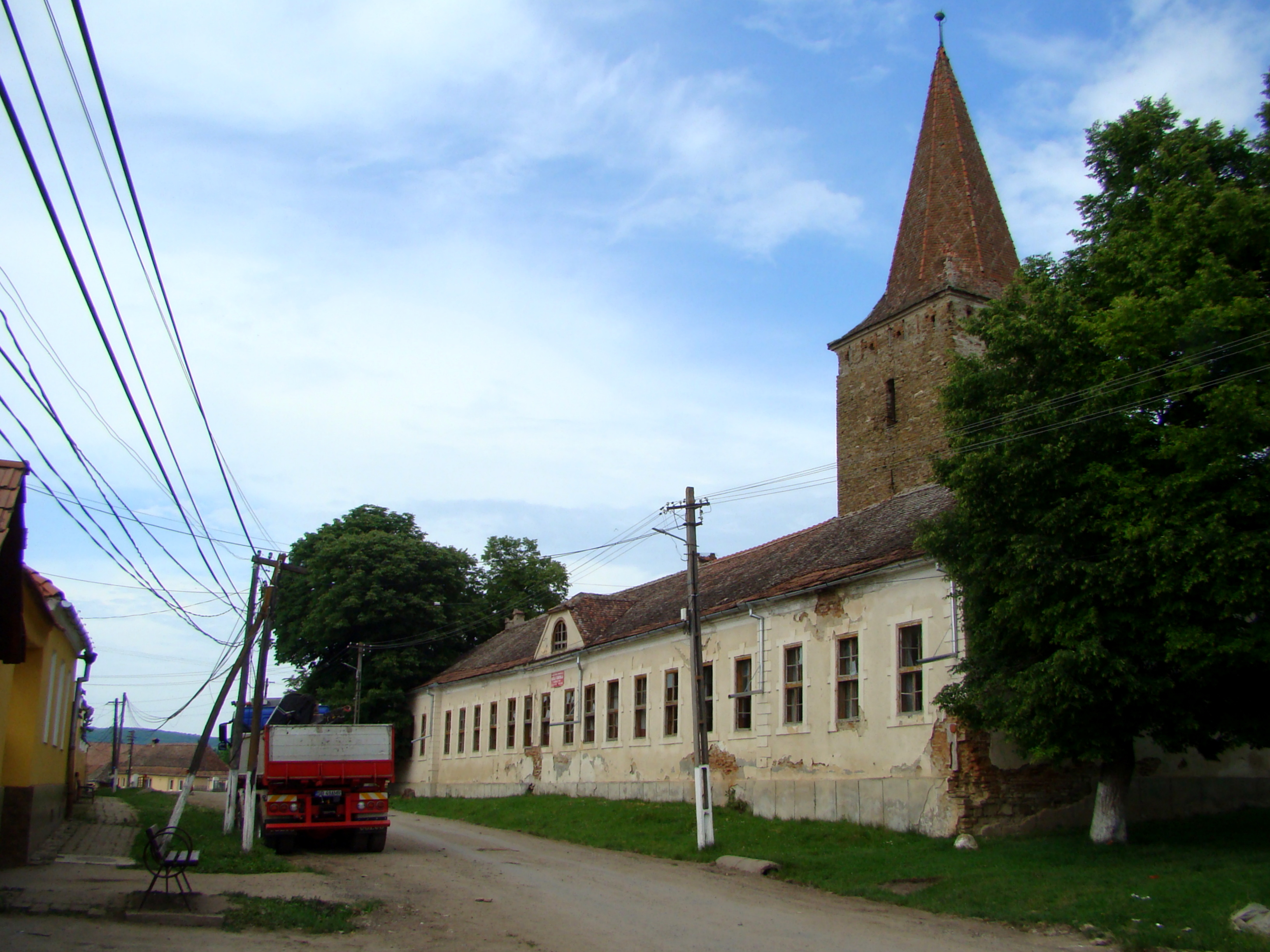
Școala și turnul bisericii

Biserica fortificată din Noiștat este o biserică luterană, monument istoric, aflată  în satul Noiștat, comuna Iacobeni, județul Sibiu. Figurează pe lista monumentelor istorice 2015, cod LMI SB-II-a-B-12484, cu următoarele obiective:
- cod LMI SB-II-m-B-12484.01 - Biserica evanghelică, sec. XIV (turn), cca. 1510, 1856 - 1858 (nava);
- cod LMI SB-II-m-B-12484.02 - Incintă fortificată (fragment), secolul al XV-lea.

## Localitatea
Noiștat,  mai demult Nouștat, (în dialectul săsesc Naerscht, în germană Neustadt, în trad. Orașul Nou, în maghiară Újváros) este un sat în comuna Iacobeni din județul Sibiu, Transilvania, România. Satul a fost atestat documentar prima dată în 1206. Sat liber ce aparținea de Scaunul Cincu.

## Biserica
La intersecția a trei străzi este situat turnul din piatră, ultimul martor al cetății, demolată în 1860. În locul bisericii gotice din secolul al XV-lea, în intervalul 1856-1858 a fost ridicată biserica actuală, care o absidă semicirculară spre est. Sala este acoperită cu cinci bolți avela, care se sprijină pe zidurile exterioare, de care au fost alipiți pilaștri cu capiteluri și profilatură clasică, pe acestea din urmă sprijinindu-se arcele dublouri.
Turnul clopotniță, cu șase niveluri, a avut un nivel fortificat pe console de lemn, ale căror urme se văd sub cornișa acoperișului actual. Urme ale unei incinte se pot vedea la sud de biserică.
Altarul baroc a fost realizat în 1792 de Johann Folberth. Orga barocă, opera lui Samuel Maetz, a fost transformată în 1926 de Carl Leopold Wegenstein.